# Barota rukávovitá
Barota rukávovitá (Gunnera manicata) je rostlina původem z Jižní Ameriky. Dorůstá značných rozměrů, její listy dosahují velikosti až 3 metry. Roste ve vlhkých půdách. V Česku se využívá jako okrasná rostlina a na zimu opadá.

## Popis
Velikost rostliny je asi 3 m na šířku. Listy jsou velké 1,5 m. Masivní, pomalu rostoucí. Květy jsou malé, světle zelené, špičaté a rostou na jaře. Listy jsou kalně zelené, kruhovité, laločnaté, často srdcovitého tvaru, na okrajích a na řapíku trnité.

## Ekologie
Roste u potoků a mezi vlhkými skalami.

## Rozšíření
Pohoří Serra do Mar (jihovýchodní Brazílie).

## Význam
Pěstování: ve vlhké, výživné půdě. Chránit před větrem. Na zimu pokryjte povrch půdy listím. Rozmnožování: ze semen na jaře nebo na podzim.